# 杜洪
杜洪（9世纪—905年），晚唐军阀，从光启二年（886年）起控制武昌，直至被杨行密击败俘虏并诛杀。

## 家世和接手武昌军
杜洪生年不详，是武昌军部鄂州人，年轻时当过演戏的伶官。唐僖宗符（874年 - 879年）末年，唐朝的很多地区被农民军占领，鄂州刺史崔紹组织民兵，称为土团军，以抵抗农民军进攻。这支民兵民风强悍，成为一支善战的军队。杜洪也加入其中，并因功被授为牙将。
中和四年（884年），崔绍卒。当时被朝廷任为杭州刺史的路審中因被占据杭州的军阀董昌所阻而暂居武昌的黃州。得知崔绍已死，他征召三千士兵进入并控制了鄂州。杜洪也驱逐了岳州刺史，控制岳州，自称刺史。
光启二年，周通农民军攻打鄂州，路审中弃城而逃。杜洪趁机进入鄂州，自称武昌军节度留后，并得到僖宗认可。

## 管治武昌
杜洪接受朝廷任命后成为宣武军节度使朱全忠的盟友，切断了不与朱全忠结盟的东南诸镇向京城长安纳贡的道路。
乾宁元年（894年），黄州刺史吳討转投朱全忠的主要敌手之一淮南节度使杨行密。杜洪攻打吴讨，吴讨畏惧，尽管杨行密派小舅子朱延寿来援，还是彻底向杨行密投降了。占据永兴县的骆殷弃地而走，杜洪得之，倚为心腹，乘间取永兴守之。杨行密命都将先锋指挥使瞿章权知黄州，抵御杜洪。
三年（896年），因忌惮杨行密的扩张，杜洪和时任镇海节度使的钱镠及鎮南节度使钟传都向朱全忠求助。朱全忠命养子汝州刺史朱友恭率一万步兵骑兵南下，但朱友恭却不敢走远。
四年（897年），杨行密被唐昭宗诏授江南诸道行营都统，奉命讨伐杜洪，杜洪求助于朱全忠。朱全忠派聶金奇袭淮南的泗州，派朱友恭攻打黄州。瞿章弃城率军民南下武昌寨。杨行密派舒州刺史马珣以五千精兵援助瞿章，被朱友恭和杜洪大破。朱友恭攻占武昌寨，擒斩瞿章，擒三千余人、马五百匹，又攻占黄州。但朱全忠随后发起的对淮南的大规模进攻被杨行密和部将遥领武宁军节度使朱瑾击退，使他再也没有实力再次大举进攻淮南。朱全忠怕诸镇趁机攻打自己，说服杜洪、钟传、平卢节度使王师范、钱镠推荐自己为元帅及兼领郓州，获准。奉国军节度使崔洪因畏惧朱全忠，逃奔杨行密，杜洪拦截不及。光化二年（899年），杨行密在黄、鄂间扎营，杜洪在酒、井里下鸩毒，弃城而去，杨行密知道后不进城。朱全忠派使者督荆南节度使成汭、武安军节度使马殷、武贞军节度使雷满连兵来救杜洪，杨行密撤军。
天复三年（903年），朱全忠围攻劫持昭宗的凤翔节度使李茂贞，昭宗遣使者东出，途经武昌，杜洪都杀了他们。当时杨行密攻光州，昭宗诏杜洪出兵，与忠义军节度使赵匡凝、马殷袭安州。杨行密奉诏命部将李神福为鄂岳招讨使，劉存为副，再伐杜洪。李神福首先攻占永兴，围攻鄂州，杜洪屡战屡败，又向朱全忠求援。朱全忠派部将韓勍领兵一万人前往灄口，又遣使试图说服成汭、马殷、武贞军节度使雷彦威来救杜洪。成汭害怕朱全忠，也想扩张自己的领地，率舰队来救杜洪，但他刚离开军部荆州，马殷和雷彦威就合兵攻陷了荆州，劫掠人财。成汭因此军心涣散，遭遇李神福后遭到大败。成汭投水自杀，韓勍也撤军，杜洪陷入孤立无援的境地，眼看要被擒。但因杨行密属下的寧國节度使田頵和潤州团练使安仁義反叛，李神福才撤军以迎战田頵，杜洪复振。

## 败亡
杨行密平定了田頵叛乱后，天祐元年（904年）三月又派李神福攻打武昌。此时，朱全忠已控制昭宗，迫使其迁都洛阳。他遣使去杨行密处为杜洪说情，杨行密说：“只要天子重返长安，我不但答应你，还会和你重新修好。”七月，杜洪以武昌军节度、鄂岳蕲黄等州观察处置兼三司水陆发运淮南西面行营招讨等使、开府仪同三司、检校太师、兼中书令、西平王、食邑三千户加食邑一千户，实封二百户。其妻亦由晋国夫人进封秦国夫人。八月，李神福患病（不久病故），杨行密命劉存取代他，与史俨、李承嗣、朱瑾等继续围攻武昌。十一月，杜洪遣使求援于朱全忠，朱全忠率师五万从颍州渡淮，至霍丘大掠，意图为杜洪缓解，杨行密分兵相拒，朱全忠战不利，派别将吴章以三千兵解围，也被击破。朱全忠因与河东军交战，不能救杜洪。杜洪求救于马殷，马殷不答。杜洪又求救于朱全忠，二年（905年）二月，朱全忠派遣曹延祚領兵合吴章兵一万三千到鄂州助杜洪守城。杜洪从骆殷献计，以精兵合宣武军从小道袭永兴，行三十里，被刘存派方诏、苗璘抵挡，苗璘亲自战败宣武军，擒三百人，斩杀于鄂州城下。守军丧气，刘存派辩士说降，杜洪仍然仗着朱全忠正强盛，无投降意。刘存火焚鄂州城楼，宣武军逃出城，淮南軍很快攻陷鄂州，杜洪父子等與曹延祚俱被擒，包括数千宣武军在内的其余守军都被斩。杜洪、曹延祚被解送淮南军部扬州。杨行密问杜洪为何不降，杜洪说：“不忍背弃朱公。”于是杜洪父子和曹延祚都被斩于扬州市。马殷派秦彦晖、许德勋以水师救杜洪，未及。
三年（906年），因朱全忠奏，唐哀帝追赠成汭、杜洪官爵，各于本州立祠庙。朱全忠篡唐称帝建立后梁后，于开平元年（907年）十二月追封杜洪为太傅，诏录其子孙宗属。

## 延伸阅读
[在维基数据编辑]
 《新唐書/卷190》，出自《新唐書》
 《舊五代史·卷17》，出自薛居正《舊五代史》